# Turdina de Sorsogon
La turdina de Sorsogon (Robsonius sorsogonensis) és una espècie d'ocell de la família dels locustèl·lids (Locustellidae). És endèmic del sud de l'illa de Luzon, a les Filipines. El seu hàbitat són els boscos tropicals i subtropicals de frondoses humits de les terres baixes. Pateix la pèrdua d'hàbitat i el seu estat de conservació es considera gairebé amenaçat.